# Campionati del mondo di mezza maratona 2020
I Campionati del mondo di mezza maratona 2020 (24ª edizione) si sono svolti il giorno 17 ottobre a Gdynia, in Polonia.

## Gara maschile
I risultati della gara maschile sono stati:

### Individuale
| Posizione | Atleta             | Nazionalità | Tempo  |
| --------- | ------------------ | ----------- | ------ |
| Oro       | Jacob Kiplimo      | Stati Uniti | 58'49" |
| Argento   | Kibiwott Kandie    | Kenya       | 58'54" |
| Bronzo    | Amedework Walelegn | Etiopia     | 59'08" |
| 4         | Joshua Cheptegei   | Uganda      | 59'21" |
| 5         | Andamlak Belihu    | Etiopia     | 59'32" |
| 6         | Leonard Barsoton   | Kenya       | 59'34" |
| 7         | Stephen Mokoka     | Sudafrica   | 59'36" |
| 8         | Morhad Amdouni     | Francia     | 59'40" |
| 9         | Benard Kimeli      | Kenya       | 59'42" |
| 10        | Leul Gebresilase   | Etiopia     | 59'45" |

### A squadre
| Posizione | Nazione       | Tempo    |
| --------- | ------------- | -------- |
| Oro       | Kenya         | 2h58'10" |
| Argento   | Etiopia       | 2h58'25" |
| Bronzo    | Uganda        | 2h58'39" |
| 4         | Marocco       | 3h00'47" |
| 5         | Sudafrica     | 3h00'51" |
| 6         | Francia       | 3h02'10" |
| 7         | Israele       | 3h03'53" |
| 8         | Spagna        | 3h05'30" |
| 9         | Italia        | 3h05'49" |
| 10        | Gran Bretagna | 3h06'17" |

## Gara femminile
I risultati della gara femminile sono stati:

### Individuale
| Posizione | Atleta                     | Nazionalità | Tempo    |
| --------- | -------------------------- | ----------- | -------- |
| Oro       | Peres Jepchirchir          | Kenya       | 1h05'16" |
| Argento   | Melat Yisak Kejeta         | Germania    | 1h05'18" |
| Bronzo    | Yalemzerf Yehualaw         | Etiopia     | 1h05'19" |
| 4         | Zeineba Yimer              | Etiopia     | 1h05'39" |
| 5         | Ababel Yeshaneh            | Etiopia     | 1h05'41" |
| 6         | Joyciline Jepkosgei        | Kenya       | 1h05'58" |
| 7         | Yasemin Can                | Turchia     | 1h06'20" |
| 8         | Netsanet Gudeta            | Etiopia     | 1h06'46" |
| 9         | Brillian Jepkorir Kipkoech | Kenya       | 1h06'56" |
| 10        | Rosemary Wanjiru           | Kenya       | 1h07'10" |

### A squadre
| Posizione | Nazione  | Tempo    |
| --------- | -------- | -------- |
| Oro       | Etiopia  | 3h16'39" |
| Argento   | Kenya    | 3h18'10" |
| Bronzo    | Germania | 3h28'42" |
| 4         | Uganda   | 3h30'06" |
| 5         | Messico  | 3h31'01" |
| 6         | Turchia  | 3h31'39" |
| 7         | Polonia  | 3h33'01" |
| 8         | Svezia   | 3h33'37" |
| 9         | Ucraina  | 3h34'12" |
| 10        | Francia  | 3h35'37" |

## Medagliere
Legenda
     Paese ospitante
| Posizione | Paese    | Oro | Argento | Bronzo | Totale |
| --------- | -------- | --- | ------- | ------ | ------ |
| 1         | Kenya    | 2   | 2       | 0      | 4      |
| 2         | Etiopia  | 1   | 1       | 2      | 4      |
| 3         | Uganda   | 1   | 0       | 1      | 2      |
| 4         | Germania | 0   | 1       | 1      | 1      |
| Totale    | Totale   | 4   | 4       | 4      | 12     |